# Roanne
Roanne (pronunciado /ʁɔan/) es una comuna francesa situada en el departamento de Loira, de la región de Auvernia-Ródano-Alpes. La localidad está situada junto al río Loira.

## Geografía
Descansa sobre el río Loira.

## Demografía
| 10 500 | 6 992 | 7 270 | 8 370 | 9 260 | 9 910 | 11 330 | 12 959 | 13 397 | 15 139 | 17 398 | 19 354 | 20 037 | 22 797 | 25 425 | 30 402 | 31 380 | 33 912 | 34 901 | 35 516 | 36 697 | 37 752 | 38 469 | 40 502 | 41 460 | 44 518 | 46 501 | 51 731 | 53 381 | 55 195 | 41 705 | 45 756 | 43 896 | 45 750 | 67 200 | 126 700 |
| Para los censos de 1962 a 1999 la población legal corresponde a la población sin duplicidades (Fuente: INSEE [Consultar]) |       |       |       |       |       |        |        |        |        |        |        |        |        |        |        |        |        |        |        |        |        |        |        |        |        |        |        |        |        |        |        |        |        |        |         |

## Economía

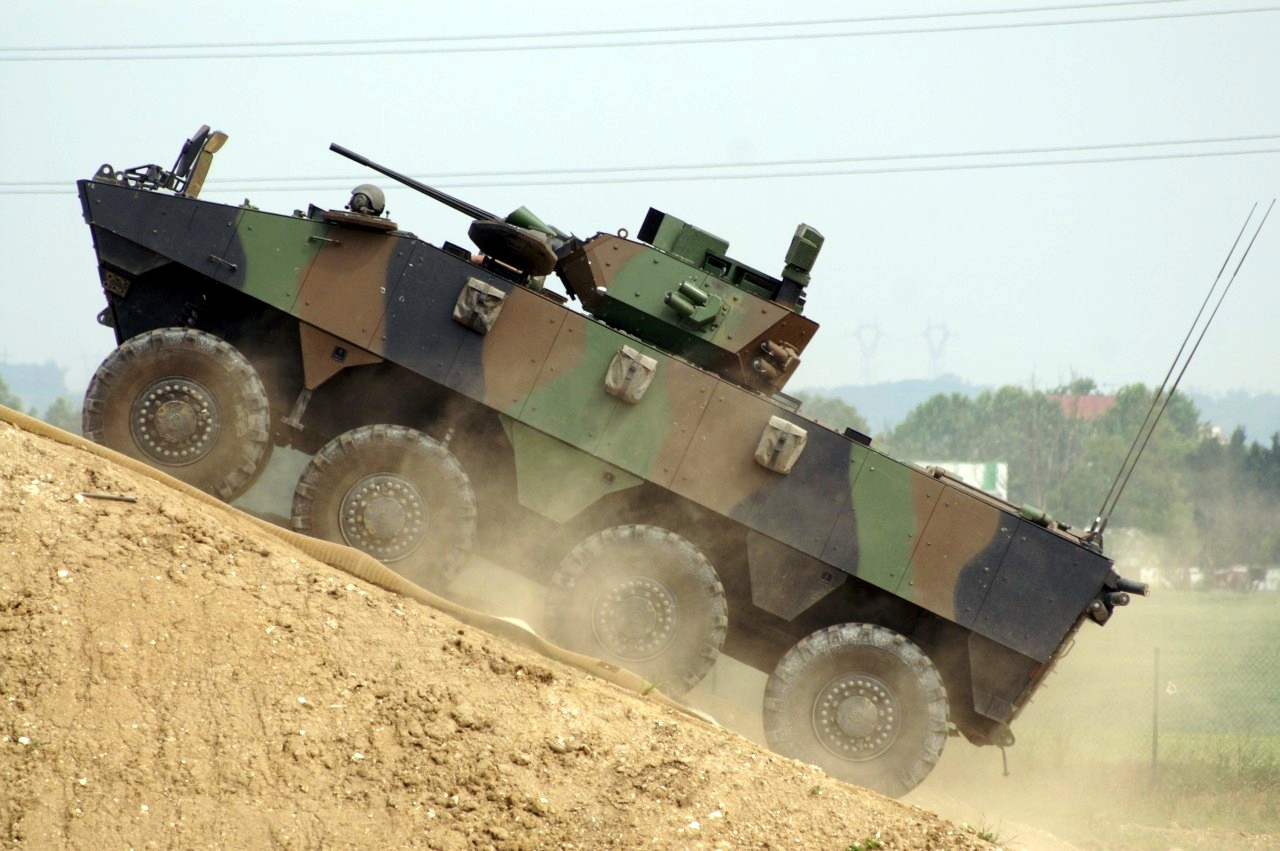
Vehículo blindado fabricado en Roanne por Nexter.

Es famosa por su gastronomía, industria textil, agricultura y por sus tanques.